# Wizards (película de 1977)
Wizards (el título traducido tanto para Hispanoámerica y España es Los hechiceros de la guerra, y traducida en México como Hechiceros, mientras que para su primer doblaje fue traducida a Guerra de Magos) es una película animada estadounidense de 1977. La historia, de ciencia ficción fantástica y postapocalíptica, fue concebida, escrita, producida y dirigida por Ralph Bakshi. La trama se centra en el enfrentamiento de dos hechiceros, uno representando la fuerza de la magia y el otro representando el poder de la tecnología.
Hechiceros es notable por ser la primera película fantástica dirigida por Bakshi, quien previamente había sido conocido solo por películas independientes como El gato Fritz, Heavy Traffic y Coonskin.
La película recaudó $9 millones de dólares y con el tiempo se ha convertido en una película de culto. En el momento de su estreno fue clasificada como PG (Parental Guidance Suggested), lo que significa que para su visionado por parte de públicos infantiles se aconseja la presencia de los padres, monitores u otros adultos responsables.

## Sinopsis
En un mundo postapocalíptico, la humanidad se ha destruido a sí misma en un infierno nuclear. Sobreviviendo sólo algunos cuantos humanos degenerados ahora en mutantes.
Tras la casi completa destrucción de la humanidad, elfos, hadas y duendes han surgido de las entrañas de la tierra y han hecho suyas las tierras libres de radiación que aún existen.
Un viejo mago y sus compañeros luchan contra su hermano malvado que, basado en la antigua tecnología pre-apocalíptica, ha desarrollado sofisticadas máquinas de guerra para conquistar a los pueblos libres de la Tierra. 

## Reparto
- Bob Holt – Avatar
- Jesse Welles – Elinore
- Richard Romanus – Weehawk
- David Proval – Necron 99/Peace
- Steve Gravers – Blackwolf
- James Connell – Presidente
- Mark Hamill – Sean
- Susan Tyrrell – Narradora
- Ralph Bakshi – Fritz/Lardbottom/Stormtrooper

## Recepción
Aunque Wizards tuvo un lanzamiento limitado, la cinta fue bastante exitosa en los cines en los que fue mostrada, desarrollando una amplia audiencia. Bakshi comentó "No he obtenido ninguna crítica. A la gente le gustó mucho Hechiceros".
En el sitio web Rotten Tomatoes, que compila reseñas de un amplio rango de críticos, dio a la película un puntaje de 61%.
Como nota particular, a pesar de que la película figura que fue producida en el año 1977, en los créditos finales, el Copyright (derechos de autor) aparece que fue producida en 1976.